# Chemische Fabrik Stoltzenberg
Die Chemische Fabrik Dr. Hugo Stoltzenberg (CFS, 1923–1979) war eine chemische Fabrik in Hamburg, die sich nach eigener Darstellung mit der Herstellung von und dem Umgang mit „Ultragiften“ beschäftigte. Bekannt wurde sie vor allem durch zwei Ereignisse, die sogenannten Stoltzenberg-Skandale von 1928 und 1979. Der erste wurde ausgelöst durch das Austreten einer Giftgaswolke auf dem Unternehmensgelände in Hamburg, in deren Folge zehn Menschen starben. Beim zweiten verunglückten drei Kinder beim Spielen mit auf dem Unternehmensgelände entdeckten Chemikalien. Bekannt wurde das Unternehmen in der historischen Forschung zudem durch seine Beteiligung an illegalen chemischen Rüstungsprojekten der Reichswehr in der Sowjetunion und in Spanien während der Weimarer Republik. Besonderes Interesse galt in der Forschung auch der Verbindung ihres Gründers Hugo Stoltzenberg (1883–1974) zu dem deutschen Chemiker Fritz Haber (1868–1934) im Rahmen des deutschen Giftgasprojektes im Ersten Weltkrieg.

## Geschichte

### Von der Gründung bis 1926
Die CFS wurde am 15. Januar 1923 in Hamburg gegründet. Ihr Gründer war der Chemiker Hugo Gustav Adolf Stoltzenberg. Stoltzenberg hatte Chemie in Halle und Gießen studiert und während des Ersten Weltkrieges unter Haber am deutschen Giftgasprojekt mitgearbeitet, insbesondere in der Gasfüllanstalt Breloh in der Lüneburger Heide. Hierbei erwarb er eingehende Kenntnisse auf dem Gebiet der chemischen Kampfstoffe.
Nach dem Ersten Weltkrieg wurde Stoltzenberg mit der Vernichtung der in Breloh noch lagernden Kampfstoffe betraut, denn der Besitz chemischer Waffen war dem Deutschen Reich durch den Versailler Vertrag verboten worden. Diese Arbeiten dauerten von 1920 bis 1922. Auf Vermittlung Habers beteiligte sich Stoltzenberg damals auch an verschiedenen illegalen chemischen Rüstungsprojekten der Reichswehr in Spanien und der Sowjetunion. Mit diesen Projekten versuchte die Reichswehr, die Abrüstungsbestimmungen des Versailler Vertrags im Bereich der chemischen Kampfstoffe zu umgehen. So wurden z. B. Kampfstoffe aus Breloh nach Spanien geliefert, und Stoltzenberg baute für die spanische Armee in den Orten Mellila und Maranosa Kampfstofffabriken auf. Zudem entwickelte Stoltzenberg für die Spanier Strategien zum Einsetzen von Giftgasen in ihrem Kolonialkrieg in Spanisch-Marokko (1922–1927). Mit den aus diesen Arbeiten erwirtschafteten Mitteln konnte Stoltzenberg schließlich sein neues Unternehmen CFS in Hamburg gründen.
Das Unternehmen selbst lag auf einem Fabrikgelände im Hamburger Hafen an der Müggenburger Schleuse. Die ersten Hallen und Gerätschaften stammten noch aus Breloh, wo Stoltzenberg sie nach Abschließen seiner dortigen Arbeiten erworben hatte. Neben dem Gelände im Hafen besaß die CFS noch Büroräume in der Mönckebergstraße 19. In den ersten Jahren nach ihrer Gründung nahm das Unternehmen einen raschen Aufschwung. Bereits 1923/24 entstanden weitere Verwaltungs- und Laborgebäude auf dem Unternehmensgelände, und das Gelände selbst wurde durch Zukaufen erweitert. Das Unternehmen unterhielt auch mehrere Dependancen im Ausland. Nach Reisen Stoltzenbergs in die USA und die Türkei entstanden 1924 in New York und Istanbul Außenstellen, daneben gab es noch Büros in Berlin und Madrid. Der Aufschwung der CFS in dieser Zeit wurde vornehmlich durch die erneute Beteiligung Stoltzenbergs an geheimen Rüstungsprojekten der Reichswehr ermöglicht. Zum einen setzte er seine Arbeiten in Spanien fort, zum anderen erhielt er den Auftrag für das Rüstungsprojekt in der Sowjetunion.
Anfang 1923 hatten das Deutsche Reich und die Sowjetunion ein Geheimabkommen zur Erprobung und Produktion chemischer Kampfstoffe geschlossen. Da die Produktion in Deutschland durch den Versailler Vertrag verboten war, sollte ein Werk außerhalb der Kontrolle der Alliierten in der Sowjetunion in Iwaschtschenkowo bei Samara errichtet werden. Mit der Durchführung der Bauarbeiten wurde die CFS betraut. Daneben plante die Reichswehr auch ein getarntes innerdeutsches Kampfstoffwerk in Gräfenhainichen, welches ebenfalls durch die CFS errichtet werden sollte. Die Bereitschaft des kleinen Unternehmens, sich auf diese illegalen Projekte einzulassen, brachte ihm zwar einen kurzen Aufschwung, doch dieser sollte nicht von Dauer sein. Das im Jahre 1923 angestoßene Projekt in der Sowjetunion scheiterte bereits 1926 auf Grund von Missmanagement, Überschwemmungen und nicht zuletzt durch die veränderte außenpolitische Lage ab 1925 infolge der zunehmenden Westorientierung des Deutschen Reiches. Schließlich zog sich die Reichsregierung aus den Projekten zurück. Die CFS hatte sich jedoch für die Bauarbeiten hoch verschuldet. Als nun die entsprechenden Gelder von Seiten der Reichswehr und der Regierung ausblieben, musste das Unternehmen Konkurs anmelden. Nach einem Zwangsvergleich im Jahre 1926 bestand die CFS zunächst nur noch aus den Büroräumen in der Mönckebergstraße. Das Gelände an der Müggenburger Schleuse und die Anlagen in Gräfenhainichen gingen an die Gläubiger, die Anlagen in Hamburg wurden in der Folgezeit als Müggenburg GmbH geführt.
Trotz der schlechten Ausgangslage nach den Ereignissen von 1926 gelang es Stoltzenberg in der Folgezeit, die Krise der CFS zu überwinden. Hierbei blieb das Unternehmen seinem Arbeitsgebiet der chemischen Kampfstoffe treu, erweiterte ihr Tätigkeitsgebiet aber verstärkt auf den Bereich des Gasschutzes. Stoltzenberg machte zudem auch nach 1926 noch Geschäfte in Spanien, eine für das Unternehmen glückliche Entwicklung, da auf diese Weise neue finanzielle Mittel zur Verfügung standen. Die CFS verkaufte Grundchemikalien, wie etwa Oxol, zur Kampfstoffherstellung an die Spanier. Da die Fabrik an der Müggenburger Schleuse nach dem Konkurs 1926 nicht mehr zur Verfügung stand, wurde das Oxol in einer von Stoltzenberg gepachteten Anlage von Wenk in Eidelstedt hergestellt. Auch an der Fertigstellung der Fabriken in Spanien hat Stoltzenberg noch gearbeitet. Die Rüstungsprojekte mit der Reichswehr waren für die Zeit bis 1926 die bestimmenden Projekte für die CFS. Dafür sprechen sowohl die Expansion des Unternehmens infolge der Vertragsabschlüsse als auch ihre Krise nach dem Scheitern der Kooperation. Neben dem Aufbau von Kampfstoffanlagen und der Erforschung von Kampfstoffen für den Kampfeinsatz bzw. den Schutz vor Kampfstoffen waren noch die Schädlingsbekämpfung und die Vernebelung weitere Arbeitsgebiete der CFS. Zusätzlich wurden einige Grundchemikalien verkauft, wie etwa Aluminiumchlorid und Eisenchlorid. Schädlingsbekämpfung und Nebelstoffe stellten dabei keine fundamentale Abkehr von der Erforschung der chemischen Kampfstoffe dar. Hochtoxische Substanzen, die als Schädlingsbekämpfungsmittel Anwendung finden, sind in der Regel auch als chemischer Kampfstoff benutzbar und umgekehrt. Diese Tatsache führte nach dem Ersten Weltkrieg dazu, dass die Schädlingsbekämpfung zu einem Deckmantel der Erforschung chemischer Kampfstoffe wurde.
Die Erforschung des Verhaltens von Nebelwolken bot ebenfalls eine Möglichkeit, Erkenntnisse über das Verhalten und die Erzeugung entsprechender Kampfstoffwolken zu erlangen. Die Forschungen bei der Schädlingsbekämpfung und Vernebelung boten Schutz für die Erforschung der chemischen Kampfstoffe, aber auch gleichzeitig die Möglichkeit, die gewonnenen Erkenntnisse wirklich in Produkte zur Schädlingsbekämpfung und zur Vernebelung umzusetzen. Diese konnten dann ebenso verkauft werden wie die Kampfstoffe und ihre Produktionsanlagen selbst. Die CFS hat ihre Erkenntnisse auf dem Gebiet der Schädlingsbekämpfung ins Ausland verkauft, so etwa nach Spanien, wo es seit den dortigen Rüstungsaufträgen bereits eine Dependance des Unternehmens gab. Stoltzenberg versuchte zudem, Aufträge von deutschen Behörden über die Bekämpfung von Waldschädlingen zu erhalten. Das von ihm vorgeschlagene Verfahren, die Schädlinge durch das Abstreuen von Arsenverbindungen zu beseitigen, hatte er offenbar in den USA kennengelernt. Im Jahre 1925 kam es zu einer Nonnenspinnerplage in den märkischen Wäldern, und hier schien sich die Möglichkeit für die CFS zu bieten, ihr Verfahren zur Anwendung zu bringen. Allerdings erhielt das Unternehmen nicht den Auftrag, die Bekämpfung durchzuführen.

### Das Unternehmen in der zweiten Hälfte der 1920er Jahre
Nachdem die CFS nach 1926 aus der Produktion von Kampfstoffen und entsprechenden Fabrikanlagen in Kooperation mit der Reichswehr ausgeschieden war, wurde die Arbeit auf die Gebiete der Gasabwehr, Schulung und Beratung zum Gasschutz und die Schädlingsbekämpfung konzentriert. Neben den Geschäften in Spanien handelte die CFS zu dieser Zeit auch mit alten Gasbeständen aus Breloh, die sich immer noch im Besitz des Unternehmens befanden. Es handelte sich dabei um circa 8000 mit dem Lungenkampfstoff Phosgen gefüllte Flaschen, die von Stoltzenberg in Sennelager in Westfalen eingelagert worden waren. Im Dezember 1926 verlangte das Heereswaffenamt den Abtransport der inzwischen durch ihren schlechten Zustand zum Sicherheitsrisiko gewordenen Flaschen durch die CFS. Die Phosgenbestände wurden durch das Unternehmen von 1927 bis Anfang 1928 in Kesselwagen gefüllt und zusammen mit weiteren ebenfalls mit Phosgen gefüllten Stahlflaschen nach Hamburg überführt. Die Bestände wurden auf einem Grundstück am Müggenburger Kanal gegenüber dem alten Unternehmensgelände der CFS eingelagert. Lagergrundstück und Kesselwagen hatte die CFS von der Müggenburg GmbH gepachtet. Das Phosgen sollte in die USA verkauft werden. Als eine der ersten Erweiterungsmaßnahmen der CFS nach 1926 wurde ein neues chemisches Laboratorium eingerichtet, welches sich mit der Weiterentwicklung von Kampf- und Nebelstoffen beschäftigte. Dieses Laboratorium war auch für die Unternehmensabteilung wichtig, die sich weiterhin mit dem Aufbau chemischer Kampfstoffanlagen beschäftigten sollte. Trotz der schlechten Erfahrungen mit dem Sowjetunion-Projekt blieb die CFS in diesem Bereich aktiv. Bereits 1927 gab es eine Anfrage der jugoslawischen Regierung, eine Kampfstofffabrik bei Ravnjak (heute: Bosnien-Herzegowina) aufzubauen. Im Herbst des gleichen Jahres kam es zum Vertragsabschluss über den Bau der Anlage. Die zunächst regelmäßigen Zahlungen an die CFS aus diesem Projekt bedeuteten eine wichtige Kapitalquelle für die nächsten Jahre.
Auf dem Gebiet des Gasschutzes ergab sich für die CFS in dieser Zeit ebenfalls eine gute Geschäftsmöglichkeit durch das wohl 1927 erfolgte Angebot eines früheren Angestellten, dem Feinmechaniker Johannes Stapelfeldt, über eine von ihm entwickelte Vollblickgasmaske, einer neuartigen Gasmaske mit vollem Gesichtsfeld. Dies war für Stoltzenberg von großem Interesse, weil es seit dem Ersten Weltkrieg in Deutschland kaum Fortschritte auf dem Gebiet der Gasmasken gegeben hatte. Die Produktion einer neuartigen Gasmaske bot somit große Gewinnchancen für die CFS, zumal seit dem Pariser Luftfahrtabkommen von 1926 dem Deutschen Reich Maßnahmen für den zivilen Gasschutz wieder gestattet waren und entsprechende Planungen für ein Gasschutzprogramm seit 1924 existierten. Hier tat sich für die CFS die Möglichkeit auf, mit den deutschen Militärs wieder ins Geschäft zu kommen. Stoltzenberg übernahm schließlich die Erfindung der Vollblickmaske gegen Lizenzzahlungen an Stapelfeldt und begann, sie weiterzuentwickeln, was bis Anfang der 1930er Jahre dauerte.

### Der erste Stoltzenberg-Skandal – Das Hamburger Phosgenunglück von 1928

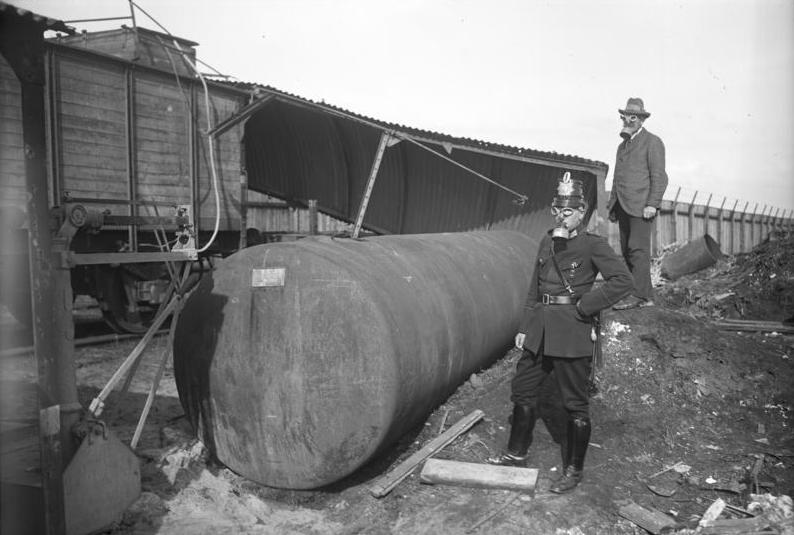
Schupo und Hilfsmannschaft an der Unglücksstelle mit Gasmasken

Am 20. Mai 1928 trat gegen 16 Uhr aus einem der aus Sennelager nach Hamburg verbrachten Kesselwagen Phosgen aus. Das Ventil des entsprechenden Kesselwagens war aus ungeklärten Gründen abgesprungen und das enthaltene Phosgen siedete bei Außentemperaturen von 20 °C ab. Der Kessel enthielt circa 10.400 Liter Phosgen. Eine Wolke des Giftgases zog über den Müggenburger Kanal in Richtung Wilhelmsburg. Bis um halb zehn Uhr abends entwich das Gas und zog in die Wohngebiete. Insgesamt wurden bei diesem Unglück mindestens zehn Menschen getötet und mehr als 300 erkrankten.
Die genauen Ursachen für das Abspringen des Kesselwagenventils konnten nie geklärt werden. Während der dem Unglück nachfolgenden politischen und juristischen Streitigkeiten wurden diverse Gutachten eingeholt; sie kamen zu unterschiedlichen Ergebnissen. Als mögliche Ursachen wurden unter anderem genannt: mangelhafte Schweißnähte, Korrosion, eine Überfüllung des Kessels mit Phosgen, eine Zersetzung des Phosgens durch die hohe Außentemperatur oder durch Verunreinigungen mit Wasser oder anderen Substanzen. Ob nun eine dieser Möglichkeiten, eine Kombination oder noch eine gänzliche andere Ursache das Unglück verursacht hatte, ließ sich nicht feststellen. Sowohl der Reichswehr als auch den politisch Verantwortlichen auf Hamburger und auf Reichsebene war nicht daran gelegen, dass in den auf das Unglück folgenden Schadensersatzprozessen der Betroffenen die Hintergründe der Kampfmittel-Projekte mit Stoltzenberg ans Licht kommen würden. Der Reichswehr gelang es, Schadensersatzforderungen abzuwenden.
Die durch das Phosgen geschädigten Menschen und die Angehörigen der Verstorbenen kämpften jahrelang gerichtlich um Entschädigung durch die Stadt Hamburg. Die CFS stand bei diesem Verfahren auf Seiten der Beklagten. Dieser Prozess zog sich über sechs Jahre hin. Er wurde nicht ordentlich zu Ende geführt, sondern vom NS-Regime niedergeschlagen. Die Reichswehr, die politisch Verantwortlichen, die CFS und Stoltzenberg selbst blieben unbehelligt.
Das Unglück wurde in dem Film Giftgas von 1929 thematisiert. Die Serie Babylon Berlin enthält Verweise auf den Unfall und seine Hintergründe.

### Das Unternehmen bis zum Ende des Zweiten Weltkrieges
Der CFS gelang es nicht nur, aus den Ereignissen des Jahres 1928 relativ unbeschadet hervorzugehen, sie erhielt in einem Entschädigungsprozess gegen den Hamburger Staat sogar einen finanziellen Ausgleich für die 1928 nach dem Unglück im Meer versenkten Phosgen-Stahlflaschen. Der entsprechende Prozess wurde im Jahre 1933 durch einen Vergleich zu Gunsten Stoltzenbergs entschieden. Dauerhafte Probleme sind dem Unternehmen also durch die Ereignisse von 1928 nicht entstanden. Stoltzenberg wurde von den Behörden lediglich ermahnt und die Schließung seines Unternehmens zum 31. Mai 1928 aufgehoben. Dem Unternehmen gelang es sogar bereits Anfang des Jahres 1929 zu expandieren. Am 12. Februar 1929 erwarb Stoltzenberg ein Industriegebäude nebst zugehörigem Grundstück an der Schnackenburgallee in Hamburg-Eidelstedt. Bereits am 1. Februar 1929 hatte Stoltzenberg die Genehmigung für die Errichtung eines chemischen Laboratoriums auf diesem Grundstück beantragt. Diese wurde ihm schon am 9. Februar 1929 erteilt. Mit den Aufträgen aus Jugoslawien und den neuen Möglichkeiten auf dem Gebiet des Gasschutzes schienen die Voraussetzungen für ein Wiederaufleben des Unternehmens günstig zu sein. Im April 1930 beantragte Stoltzenberg eine Genehmigung für die Einrichtung eines kleinen Sprengstofflagers, diese wurde am 19. Mai 1930 erteilt. Im Jahre 1931 folgte ein Antrag für den Bau einer Anlage zur Herstellung von Chloracetophenon, welcher am 25. Februar 1932 durch die Behörden genehmigt wurde.
Trotz dieses erneuten Aufschwunges ergaben sich im Verlauf der 1930er Jahre neue Probleme für die CFS. Die Versuche, erneut in Kontakt mit den Militärs zu treten und Gastechnologie ins Ausland zu verkaufen, brachten das Unternehmen schließlich wieder in Schwierigkeiten, die ihren Fortbestand bedrohten. Nachdem Stoltzenberg die Vollblickmaske von Stapelfeldt übernommen und weiterentwickelt hatte, schien sich zunächst nach der Machtergreifung der Nationalsozialisten eine Chance zu bieten, mit der Maske große Aufträge von den deutschen Militärs zu erhalten. Im Juni 1933 wurde Stoltzenberg nach Berlin eingeladen und ihm in Aussicht gestellt, dass er neben den Dräger- und Auer-Werken einen Auftrag für die Lieferung von Gasmasken erhalten könne. Insgesamt sollte die CFS ein Drittel des Gesamtbedarfes an Gasmasken für den Reichsluftschutzbund liefern. Allerdings kam es nicht zu dem erhofften Vertragsabschluss, woran er scheiterte, lässt sich heute nicht mehr klären. Nachdem der Versuch, die Gasmasken der CFS im Inland abzusetzen, misslungen war, versuchte es Stoltzenberg im Ausland. Gelegenheit hierzu bot sich durch einen Gasmaskenwettbewerb, welchen die griechische Regierung ausgeschrieben hatte. Stoltzenberg gewann zwar mit seiner Unikum-Biegeglasmaske den Wettbewerb, doch dieser Erfolg für die CFS verkehrte sich kurz darauf ins Gegenteil. Anscheinend hatte die CFS die von der Regierung vorgeschriebenen Mindestpreise unterboten – eine Tatsache, die Stoltzenberg den Vorwurf des Landesverrates einbrachte. Zudem kam der Verdacht auf, dass die CFS illegal Kriegsmaterial nach Abessinien liefern würde. Ob dies zutraf oder es ein Manöver der Mitbewerber gegen die CFS war, lässt sich heute ebenfalls nicht mehr einwandfrei klären. In jedem Fall hatten die Vorwürfe schwere Folgen für Stoltzenberg. Er durfte die CFS nicht mehr alleine führen und musste einen Geschäftsführer einsetzen. Diese Geschäftsaufsicht über die CFS dauerte vom Juni 1934 bis zum August 1938. Bei der Auswahl der Geschäftsführer hatte Stoltzenberg offenbar keine glückliche Hand. Die folgende Zeit war geprägt von Intrigen und Verleumdungen der Geschäftsführer gegen Stoltzenberg und dessen Versuche, wieder die volle Leitung seines Unternehmens zurückzugewinnen.
Während der Geschäftsaufsicht gingen die Geschäfte der CFS in den Bereichen Gasschutz, Lehrmaterial und Vernebelung gleichermaßen weiter. Im Juli 1935 beantragte die CFS zum Beispiel die Genehmigung zur Herstellung von Prüfampullen zum Prüfen von Gasmasken mit Bromaceton, von Reizpatronen, Nebelkerzen, Übungsbrandsätzen und Phosphorlehrbrandsätzen, 1938 dann die Errichtung eines zweiten Sprengstofflagers für Schwarzpulver und Pikrinsäure. Beides wurde genehmigt. Im gleichen Jahre hatte sich die unangenehme Lage unter der Geschäftsaufsicht für Stoltzenberg zugespitzt, als der Vorwurf gegen ihn erhoben wurde, Devisenschiebung im Ausland betrieben zu haben. Diese Probleme gingen ebenfalls auf das Gasmaskengeschäft von 1933 zurück. Nachdem Stoltzenberg die Kontakte nach Griechenland geknüpft hatte, baute er in Athen eine Gasmaskenfabrik, die dann an ein anderes Unternehmen verkauft wurde. Bei diesem Verkauf hatte der griechische Partner der CFS anscheinend 20.000 Mark zu seinem Vorteil unterschlagen. Hierzu hatte er Stoltzenbergs Namen benutzt und seine Unterschrift gefälscht. So geriet Stoltzenberg in den Verdacht, das Geld selbst unterschlagen zu haben und wurde am 2. März 1938 in Untersuchungshaft genommen. Er verbrachte insgesamt einen Monat in Haft. Die Vorwürfe gegen ihn konnten aber entkräftet und die Fälschung der Unterschriften aufgedeckt werden. Stoltzenberg wurde im April 1938 aus der Untersuchungshaft entlassen und die Vorwürfe gegen ihn fallen gelassen. Kurz danach gelang es ihm durch seine Kontakte zum Reichsamt für Wirtschaftsausbau (RfW) zum 11. August 1938 wieder die Geschäftsführung seines Unternehmens vollständig zurückzuerlangen.
Die CFS scheint in der Folgezeit noch einmal Aufträge vom Reichsluftfahrtministerium erhalten zu haben. Zumindest führte Stoltzenberg größere Forschungsaufträge für das RLFM im pyrotechnischen Gebiet bei Verhandlungen mit der Stadt Hamburg über die Anmietung eines an das Unternehmensgelände grenzenden städtischen Grundstückes im April 1939 an. Während des Zweiten Weltkrieges lieferte die CFS weiterhin Gasmasken und andere Geräte für den Gasschutz. Ein weiteres wichtiges Betätigungsfeld wurde die Vernebelung zum Schutz von Produktionsanlagen bei Luftangriffen. Hierzu wurden neben Nebelkerzen so genannte Nebelsäurefassgeräte eingesetzt. Dazu kam die Produktion von Signal- und Leuchtmitteln, die ebenfalls für Täuschungsmanöver bei Luftangriffen eingesetzt wurden. Bei den Bombardierungen Hamburgs wurde auch die CFS schwer getroffen. Am Ende des Zweiten Weltkriegs waren die Fabrik in Eidelstedt, die Büroräume und andere Geschäftsräume des Unternehmens zerstört.

### Das Unternehmen nach Kriegsende
Nach dem Zweiten Weltkrieg stellte die CFS ihre Produktion schwerpunktmäßig auf Schädlingsbekämpfungsmittel, pharmazeutische und chemisch-technische Produkte um. In Bahrenfeld wurde in einer gesonderten Produktionsstätte in der Theodorstraße Körperpuder hergestellt. In Othmarschen hatte die CFS ihre Unternehmensbüros und ein Labor, in Bergedorf eine Umfüllstätte für Chlor in Kesselwagen und auf dem Bahnhof in Büchen eine Abfüllstelle, um aus Kesselwagen Titantetrachlorid und Chlorsulfonsäure in Fässer abzufüllen. Zunächst verdiente Stoltzenberg neues Kapital für den Aufbau seines zerstörten Unternehmens durch das Einsammeln der von den Luftschutzmaßnahmen im ganzen Land zurückgebliebenen Nebelfässer. Im Auftrag der Militärregierung war die CFS in den Jahren 1945/46 beauftragt, die insgesamt 7000 Nebelfässer in Hamburg einzusammeln und zu entsorgen, gleiches galt für Schleswig-Holstein. Aus den Nebelfässern wurde die Chlorsulfonsäure isoliert und an die Industrie verkauft. Auch Phosphor wurde gesammelt und entweder zu Stangen gegossen und verkauft oder zu Phosphorchloriden, Phosphorsulfiden und anderen Verbindungen umgesetzt. Die CFS beschäftigte im Jahre 1946 in Eidelstedt 52 Arbeitskräfte und begann Ende der 1940er Jahre wieder zu wachsen. Die Produktion wurde ausgeweitet und neue Anbauten auf dem Unternehmensgelände errichtet, etwa für eine Werkstatt, Büroräume, Tischlerei, Versand und Lagerhallen. Allerdings scheinen die Zustände auf dem Unternehmensgelände in dieser Zeit nicht besonders gut gewesen zu sein. Das Gesundheitsamt Altona bezeichnete den Betrieb in einem Gutachten als wenig gepflegt und behelfsmäßig. Die Arbeiten mit den enormen Mengen an Nebelfässern, 1949 lagerten über 110.000 Kilogramm auf dem Gelände, führten immer wieder zu Beschwerden der Nachbarn und zu Konflikten mit den Behörden. Trotz behördlicher Anweisungen, die Fässer zu entsorgen, lagerten diese noch jahrelang auf dem Gelände.

### Das Unternehmen in den 1950er und 1960er Jahren
Die Situation der CFS gestaltete sich zu Beginn der 1950er Jahre äußerst schwierig. Es gab wiederholt Konflikte mit den Behörden, da Auflagen der Ämter nicht eingehalten wurden und es immer wieder zu Bränden auf dem Gelände kam. Im Jahre 1951 stellte das Gewerbeaufsichtsamt bei einer Besichtigung fest, dass eine Anlage zur Herstellung von Titanhydrat bereits vor Erteilung der Genehmigung in Betrieb genommen worden war und erstattete Strafanzeige gegen Stoltzenberg. Gleichzeitig zeigte sich bei der Ortsbegehung, dass auf dem Gelände aus alten Fässern ständig giftige Gase austraten und unhaltbare Zustände bestanden. Trotz dieser offensichtlichen Mängel wurden dem Betrieb immer wieder Genehmigungen erteilt, Fristen gewährt und die Einlagerung gefährlicher Substanzen gestattet. Zwischen 1950 und 1956 war die wirtschaftliche Lage des Unternehmens schlecht. Die CFS geriet wiederholt in Mietverzug für die von der Stadt Hamburg gemieteten Grundstücke. Deshalb kam es im Oktober 1956 zu einer Prüfung des Unternehmens durch die Finanzbehörde. Der Gutachter kam in seinem Bericht zu einem verheerenden Urteil, die Ertragslage wurde als unbefriedigend bezeichnet, die Produktionseinrichtung als primitiv, der Betrieb als praktisch nur aus Ruinen und baufälligen Holzbaracken bestehend beschrieben.
Die Voraussetzungen für eine Verbesserung der finanziellen Situation des Unternehmens brachte erneut eine Kooperation mit militärischen Stellen. Das Unternehmen lieferte zunächst ab 1955/56 Tränengaswurfkörper und Nebelpräparate an die gerade gegründete Bundeswehr. Es wurden dann zwei größere Projekte vereinbart, ab 1959 die Entwicklung von Atemfiltern gegen die Nervengifte der Trilongruppe und ab 1962 die Herstellung einer Atomexplosionsattrappe – eine große Nebelapparatur – für militärische Übungen. Allerdings gab es bei diesen Geschäften Probleme mit der Preisprüfung durch mangelhafte Geschäftsunterlagen und auch durch Mängel bei der an die Bundeswehr gelieferten Ware, was in den 1960er Jahren dazu führte, dass das Unternehmen bei Aufträgen immer weniger berücksichtigt wurde. Allgemein vertrieb die CFS in dieser Zeit Reizgase, Räucherkerzen, Schädlingsbekämpfungsmittel und Atemschutzgeräte für die Industrie.
Im Jahre 1959 wurden in einem ehemaligen Löschwasserteich auf einem bis 1951 von der CFS angemieteten Grundstück (⊙) der Stadt Hamburg 60 Tonnen Blaukreuz-Kampfstoffe gefunden. Nach Aussage eines früheren Mitarbeiters Stoltzenbergs seien diese Kampfstoffe einige Monate nach der Kapitulation in den Teich geschüttet worden. Es konnte jedoch nie eindeutig bewiesen werden, dass die Verantwortung dafür bei CFS lag. Die Entsorgungskosten von 20.000 DM blieben daher bei der Stadt. Im Zusammenhang mit der Entwicklung der Atombombenattrappe kam es im April 1962 zu Beschwerden der Anwohner beim Amt für Arbeitsschutz über lautstarke Explosionen und orangerote Gaswolken, die vom Gelände der CFS kämen. Auf Nachfrage des Amtes weigerte sich die CFS mit Hinweis auf ihre Geheimhaltungspflicht gegenüber dem Bundesamt für Wehrtechnik, dem Amt für Arbeitsschutz die Zusammensetzung der verwendeten Stoffe mitzuteilen. Im Laufe der 1960er Jahre kam es regelmäßig zu Chemikalienbränden, insbesondere durch entflammenden Phosphor. Wiederholt wurden von verschiedenen Ämtern der schlechte Zustand des Geländes, die schlechte Absicherung gegen den Zutritt von Unbefugten und die schlechten Lagerbedingungen der Chemikalien gerügt. Auch die Finanzsituation der CFS wurde immer wieder als schwierig beschrieben. Trotz allem geschah von Seiten der Behörden nichts, um diese schlechten Zustände auf dem Gelände endgültig abzustellen.
Am 1. Januar 1969 übernahm Martin Leuschner (1913–1982) die CFS von Stoltzenberg. Leuschner war bereits seit 1925 beim Unternehmen gewesen. Das Betriebsgelände verkleinerte sich im Zuge dieser Übernahme. Der von der CFS weiter genutzte Teil war von der Stadt Hamburg angemietet. Der Teil des Geländes, den Stoltzenberg selbst besaß, wurde von Leuschner nicht mit übernommen. Stoltzenberg selbst starb im Jahre 1974, das Grundstück wurde 1978 von der Familie verkauft.

### Die letzten Jahre bis zum Stoltzenberg-Skandal von 1979
In den 1970er Jahren verschlechterte sich der Zustand der CFS zunehmend. Im Jahre 1970 erschien in der Zeitschrift Konkret ein Bericht über die CFS, in dem über eine angebliche Kampfstoffproduktion des Unternehmens für die Bundeswehr berichtet wurde. Bei den folgenden Überprüfungen des Unternehmens ergab sich, dass die CFS 1966 15 Kilogramm des Kampfstoffes Stickstofflost für die Bundeswehr produziert hatte. Von der Bundeswehr hatte die CFS auch jeweils zehn Gramm der Giftgase Tabun und Sarin für die Entwicklung von Kampfstoffspürmitteln und für die Prüfung von Gasmaskenfiltern erhalten. Seit 1957 waren kleine Mengen S-Lost produziert worden, und drei bis vier Kilogramm waren an das Chemieunternehmen Schuchardt in München (ab 1972 zu Merck gehörend) geliefert worden. Zwar reichten die hergestellten Lostmengen nach Auffassung des Bundesamtes für gewerbliche Wirtschaft nur für Forschungszwecke, aber dennoch war keine Genehmigung nach dem Kriegswaffenkontrollgesetz erteilt worden. Bei einer Besichtigung durch das Amt für Arbeitsschutz im gleichen Jahr war auch die Herstellung von Bromaceton ohne eine entsprechende Genehmigung festgestellt worden. Von behördlicher Seite wurde ein weiteres Vorgehen schließlich aber nicht für nötig erachtet. In den Jahren 1970/71 kam es zu kleineren Demonstrationen gegen das Unternehmen und Eingaben gegen die CFS durch eine Bürgerinitiative vor Ort an den Senat sowie zu kleineren Anfragen über das Unternehmen an den Senat in der Bürgerschaft.
Diese Initiativen blieben folgenlos. Im weiteren Verlauf der 1970er Jahre kam es wiederholt zu Beschwerden über die CFS. Erneut wurde auf die mangelnde Absicherung des Geländes hingewiesen und auch auf austretende Chemikalien wurde aufmerksam gemacht. Zudem kam es wieder zu Bränden auf dem Gelände. Der größte war im Dezember 1976, als 400 Holzkisten gefüllt mit jeweils vier Nebeltöpfen in Brand gerieten. Die Anwohner beschwerten sich regelmäßig über vom Unternehmensgelände ausgehende, das Atmen behindernde Dämpfe. Viele Beschwerden und Brände sowie finanzielle Schwierigkeiten des Unternehmens besonders ab Ende der 1960er Jahre hinterlassen den Eindruck eines zunehmenden Verfalls in dieser Zeit.
Im Jahr 1979 äußerte Fabrikant Leuschner auf entsprechende Anfragen gegenüber Hamburger Behörden die Absicht, die CFS zum 1. Dezember 1979 zu schließen.
Am 6. September 1979 ereignete sich in der Nähe der CFS, im Keller eines Wohnhauses am Lüdersring, ein Explosionsunglück, bei dem ein Kind starb und zwei weitere verletzt wurden. Es stellte sich heraus, dass die Kinder mit Chemikalien experimentiert hatten. Diese hatten sie offenbar auf dem Gelände der CFS gefunden, das ungesichert war. Dieses Unglück ging als Zweiter Stoltzenberg-Skandal in die Geschichte Hamburgs ein. Die nachfolgenden Untersuchungen deckten den Umfang jahrzehntelanger behördlicher Versäumnisse bei der Kontrolle der CFS auf. Bei der Überprüfung des Geländes wurden zahlreiche gefährliche Stoffe gefunden. Noch am Tage des Unglücks transportierten Soldaten der Bundeswehr über 75 Tonnen dieser Materialien ab. Besonders brisant war dabei die Entdeckung von Kampfstoffen: Insgesamt waren es 35 Liter Tabun, der größte Teil in acht Granaten abgefüllt, vier Liter Stickstoff-Lost, zwei Liter Thiophosgen, zwei Kilogramm Chlorpikrin, 12 Stahlflaschen mit Phosgen und Chlor, 50 Kilogramm Bromaceton und zehn Kilogramm Weißer Phosphor. Wie diese Stoffe auf das Gelände kamen, wurde nicht geklärt.
Der vom Hamburger Senat eingesetzte Untersuchungsführer im Stoltzenberg-Skandal, Dr. Peter Rabels, kam in seinem Bericht vom 18. September 1979 zu dem Schluss, dass die beteiligten Behörden ihre Aufgaben nur unzureichend erfüllt hätten und durch Fehleinschätzungen, mangelhafte Prüfungen und unterlassene Abwehrmaßnahmen die Gefahrenlage entstanden sei, die zum Unglück geführt habe.
Der Stoltzenberg-Skandal stürzte den Hamburger Senat unter Bürgermeister Hans-Ulrich Klose in eine Krise; der damalige Justizsenator Frank Dahrendorf wurde entlassen. Er hatte aber keine juristischen Folgen: der Senat ergriff keine Disziplinarmaßnahmen gegen die verantwortlichen Beamten. Leuschner wurde im November 1980 von der Anklage gegen ihn freigestellt und aus gesundheitlichen Gründen für dauerhaft vernehmungsunfähig erklärt. Das Gerichtsverfahren gegen elf Hamburger Beamte wegen des Verdachtes der fahrlässigen Tötung, der Körperverletzung und des Herbeiführens einer Sprengstoffexplosion wurde 1983 eingestellt.
Das Unglück und der Skandal brachten das Problem der Kampfstoffaltlasten aus den Weltkriegen und die Probleme der chemischen Rüstung in das öffentliche Bewusstsein. In der Folgezeit fand in der Bundesrepublik eine intensive Suche nach alten chemischen Kampfmittelbeständen statt.
Die CFS wurde 1979 geschlossen, die Gebäude abgerissen und der kontaminierte Boden entgiftet. Die Erde musste bis zu einer Tiefe von 2,50 Meter abgetragen werden. Jahrzehntelang lag das Gelände brach, erst dann wurde es wieder bebaut.